# Morquintián
Morquintián (llamada oficialmente Santa María de Morquintián) es una parroquia y lugar español del municipio de Mugía, en la provincia de La Coruña, Galicia.

## Entidades de población
Entidades de población que forman parte de la parroquia:
- Cuño
- Figueiroa
- Guisamonde
- Martineto
- Morquintián
- Prado
- Vilachán
- Vilela
- Viseo

## Despoblado
- Aboy (Aboi)[3]

## Demografía
| Gráfica de evolución demográfica de Morquintián entre 2000 y 2018 |
|                                                                   |
| Datos según el nomenclátor publicado por el INE.                  |